# Defense of the Ancients
Defense of the Ancients (kurz DotA) ist eine Multiplayer Online Battle Arena („MOBA“) bzw. ein Action-Echtzeit-Strategiespiel (engl. action real-time strategy, „ARTS“). Es ist eine im Laufe der Zeit von verschiedenen Hobby-Programmierern entwickelte Karte für das Echtzeit-Strategiespiel Warcraft III: Reign of Chaos, dessen Erweiterung The Frozen Throne und für StarCraft II. Seit 2005 treibt ein Entwickler unter dem Pseudonym Icefrog die Entwicklung von DotA voran. Es gibt mehrere DotA-Varianten, doch ist DotA Allstars die mit Abstand am weitesten entwickelte und populärste. Im Juli 2013 erschien der Nachfolger Dota 2 als eigenständiges Spiel.
Die Ursprünge von DotA basieren grob auf dem Spielprinzip der StarCraft-Map Aeon of Strife. Das Ziel der Spieler ist die Zerstörung des gegnerischen Hauptgebäudes, des schwer bewachten Ancients. Es spielen jeweils zwei Teams gegeneinander, dabei steuert jeder Spieler eine mächtige Heldeneinheit und wird von KI-gesteuerten Einheiten, den sogenannten Creeps, bei dieser Aufgabe unterstützt. Ähnlich wie in Rollenspielen stattet der Spieler im Laufe des Spiels seinen Helden mit Gegenständen aus und sammelt Erfahrungspunkte, damit sein Held eine Stufe aufsteigt, wobei man maximal die Stufe 30 erreichen kann.
Defense of the Ancients gilt als Begründer des MOBA-Genres, das deutsche Printmagazin PC Games bezeichnete DotA als „die wohl berühmteste [und] eine der beliebtesten Strategiespiel-Mods der Welt“.

## Spielprinzip
In Defense of the Ancients treten zwei Teams von bis zu fünf Spielern mit optional zwei Beobachtern gegeneinander an: die Sentinel und die Scourge. Spieler des Sentinel-Teams starten im südwestlichen Gebiet der Karte und Spieler vom Scourge-Team im nordöstlichen Gebiet in deren jeweiligen Basen. Jede Basis wird von Türmen und Wellen von Einheiten verteidigt, die die wichtigsten Wege patrouillieren. In der Mitte jeder Basis ist der Ancient, ein Hauptgebäude, dessen Zerstörung das Ziel ist.
Jeder Spieler steuert einen Helden, eine mächtige Einheit mit 4 einzigartigen Fähigkeiten und unterschiedlichen Stärken und Schwächen. In Allstars stehen 112 Helden zur Verfügung, jeder mit unterschiedlichen Fähigkeiten und taktischen Vorteilen gegenüber anderen Helden. Die Spielweise ist sehr teamorientiert, so ist es sehr schwer für einen einzelnen Spieler, dem eigenen Team allein den Sieg zu bringen. Dennoch gibt es einige Helden, die mit ausreichend Zeit stark genug werden, um den Ausgang eines Gefechts mit den Helden des gegnerischen Teams zum eigenen Vorteil entscheiden zu können.
Da das Spielprinzip das Verstärken einzelner Helden in den Mittelpunkt stellt, ist es nicht erforderlich, sich wie in den meisten herkömmlichen Echtzeit-Strategiespielen auf den Basisaufbau zu konzentrieren. Durch das Besiegen computergesteuerter oder neutraler Einheiten verdient der Spieler Erfahrungspunkte, durch die sein Held ab einem gewissen Wert eine Stufe aufsteigt. Das Aufsteigen zu einer höheren Stufe verbessert die Eigenschaften des Helden sowie den Schaden, den er zufügt, außerdem ermöglicht es den Spielern ihre Zaubersprüche oder Fähigkeiten zu verbessern. Neben den gesammelten Erfahrungen müssen die Spieler auch eine andere Ressource verwalten: Gold. Das typische Ressourcensammeln von Warcraft III wird durch ein kampfbetonteres Ressourcensystem ersetzt; neben einem kleinen regelmäßigen Einkommen verdienen Helden Gold durch das Besiegen von feindlichen und neutralen Einheiten, Gebäuden sowie gegnerischen Helden. Mit Gold können Spieler Gegenstände kaufen, um ihre Helden zu stärken. Bestimmte Gegenstände können mit Rezepten kombiniert werden, um mächtigere Gegenstände anzufertigen. Der Erwerb von geeigneten Gegenständen für den eigenen Helden, um sich der Situation anzupassen, ist ein wichtiges taktisches Element des Spiels.
Allstars stellt dem Spielleiter zu Beginn des Spiels eine Vielzahl an Spielmodi zur Auswahl. Die Spielmodi geben die Schwierigkeit des Szenarios vor, sowie die Entscheidung, ob die Spieler ihre Helden wählen dürfen oder einen Helden zufällig zugewiesen bekommen. Viele Spielmodi können kombiniert werden (Beispiel: einfacher Schwierigkeitsgrad mit zufälliger Heldenauswahl), wodurch mehr und flexiblere Möglichkeiten vorhanden sind.

## Entwicklung
Im Jahr 2002 veröffentlichte Blizzard Entertainment den dritten Teil des Warcraft-Universums, ein Echtzeit-Strategiespiel mit dem Titel Warcraft III: Reign of Chaos. Mit dem Computerspiel wurde auch der Karteneditor Welt-Editor mitgeliefert. Spieler konnten mit dem Welt-Editor eigene Karten (Custom Maps) konstruieren. Angefangen von kleinen Änderungen wie eine veränderte Landschaft oder neu hinzugefügte Gegenstände, konnte man ebenfalls einen vollkommen neuen Aufbau gegenüber üblichen Karten vornehmen. Als Ergebnis von Hobby-Projekten entstanden populäre Karten wie verschiedene Varianten der Spiele Tower Defense und DotA.
Die ersten Versionen von Defense of the Ancients wurde 2003 von einem Spieler unter dem Namen Eul basierend auf der Karte Aeon of Strife für StarCraft veröffentlicht. Eul betreute die Karte jedoch nur zu Zeiten von Reign of Chaos und stellte später aus zeitlichen Gründen die Entwicklung an DotA ein. Parallel zu seinem Rücktritt nahm er den Modifikationsschutz von DotA und ermöglichte es so anderen Spielern, neue Versionen nach ihren individuellen Vorstellungen zu gestalten. In der Zwischenzeit erschienen weitere verschiedene DotA-Versionen, die in der Zeit nach Euls Rücktritt miteinander um die Nachfolge konkurrierten. 2016 erschien für Dota 2 eine Nachbildung der Original-Karten von Eul.
Schließlich setzte sich die Allstars-Variante des Entwicklers Steve Feak, alias Guinsoo, durch. DotA Allstars enthielt eine Zusammenstellung der populärsten Helden aus den meisten bisherigen DotA-Varianten und setzte sich mit markanten Neuerungen von der Konkurrenz ab. So hat Defense of the Ancients Feak die Einführung der wichtigen Rezepte und dem mächtigen Boss-Charakter Roshan zu verdanken. Ab diesem Zeitpunkt konnte man DotA jedoch nur noch über die Erweiterung The Frozen Throne spielen, da Allstars mit dem neuen verbesserten Welt-Editor von The Frozen Throne erstellt wurde und Karten, die die neuen Funktionen der Erweiterung nutzen, nur mit dieser spielbar sind. Guinsoo entwickelte DotA Allstars bis Version 6.01, gab aber dann den Posten als Entwickler von Allstars aus persönlichen Gründen auf.
Am 18. März 2005 wurde die erste Version von dem derzeitigen Entwickler Icefrog veröffentlicht. Mit Icefrog kam mehr Professionalität in die Entwicklung und Zielsetzung von DotA. So legt er besonderes Augenmerk darauf, DotA E-Sport-freundlich zu gestalten. Unter ihm wurde die Voraussetzungen für ein faires Spielen geschaffen und die Spieldauer durch Veränderungen wie schwächere Verteidigungsgebäude reduziert. Er trug so dazu bei, dass DotA aus seinem Nischendasein zu einem der populärsten Mehrspieler-Spiele der Welt wurde. Am 5. Oktober 2009 kündigte IceFrog die Zusammenarbeit mit der Firma Valve Corporation an.
Die Weiterentwicklung von Defense of the Ancients wird bis heute über die offiziellen Foren betreut. DotA zeichnet sich durch eine starke Community aus; Spieler können Ideen für neue Helden oder Gegenstände vorschlagen, von denen einige auf der Karte hinzugefügt werden. Einige haben sogar Bilder und Heldenbeschreibungen zum Spiel beigetragen und schufen die Zeichnung, die während der Spielvorbereitung zu sehen ist.

## Erfolg und Vermächtnis
Die Popularität von Defense of the Ancients stieg im Laufe der Zeit. So wurde Allstars langsam zu einem wichtigen Turnierspiel, beginnend mit seinem Auftritt bei der Premiere von Blizzards BlizzCon im Jahr 2005. DotA wird auch in Malaysia und Singapur bei den World Cyber Games seit 2005 und den World Cyber Games Asian Championships seit der Saison 2006 gespielt. Defense of the Ancients ist im Spielaufgebot für die international anerkannte Cyberathlete Amateur League und die CyberEvolution-Ligen. Darüber hinaus nahm der Electronic Sports World Cup (ESWC) das Spiel DotA für 2008 und 2010 in sein Programm auf; ESWCs Wettbewerbsleiter Oliver Paradis wies darauf hin, dass das hohe Maß an Unterstützung durch die Community sowie dessen weltweite Anerkennung zu den Auswahlkriterien gehörten.
Die Modifikation ist in vielen Teilen der Welt populär, z. B. auf den Philippinen und in Thailand, wo es den gleichen Status wie Counter-Strike hat. Allstars ist auch sehr beliebt in Schweden und den anderen nordeuropäischen Ländern, wo der DotA-inspirierte Song Vi sitter i Ventrilo och spelar DotA von dem schwedischen Musiker Basshunter die Top-Ten-Single-Charts in Schweden, Norwegen und Finnland knackte und in den europäischen Charts 2006 Platz 116 erreichte. LAN-Turniere sind ein wichtiger Bestandteil des internationalen Wettbewerbs, einschließlich Turniere in Schweden und Russland, aber aufgrund des Fehlens von LAN-Turnieren und Meisterschaften in Nordamerika wurden auch schon mehrere Teams aufgelöst. Blizzard nennt DotA als ein Beispiel dafür, was engagierte Hobbyentwickler selbst mit wenigen Hilfsmitteln erreichen können.
Aufgrund seines Erfolgs wurden in neuester Zeit vermehrt ähnliche Spiele entwickelt. Die erste bekannte Umsetzung war Demigod, wofür John Comes, Lead Designer von Gas Powered Games, Defense of the Ancients als eine der Inspirationsquellen nannte. Der Administrator des ehemaligen Allstars-Forums Steve „Pendragon“ Mescon und der frühere Entwickler von Allstars Steve Feak wurden von Riot Games eingestellt und arbeiteten an League of Legends mit. Einen anderen Weg hingegen schlug das Entwicklerteam S2 Games ein: Ihr Spiel Heroes of Newerth übernahm die komplette Spielmechanik und den größten Teil des Spielinhalts von DotA. So entstand in den letzten Jahren ein neues Computerspiel-Genre, welches sich von den Echtzeit-Strategiespielen losgelöst hat und, geprägt durch DotA, einer breiteren Masse bekannt wurde.
Am 13. Oktober 2010 kündigte Valve an, gemeinsam mit DotA-Entwickler IceFrog an Dota 2, dem offiziellen Nachfolger des Spiels, zu arbeiten. Das Spiel wurde Mitte 2013 veröffentlicht.
Auch Blizzard Entertainment, der Spieleentwickler der Computerspielreihen Warcraft, StarCraft und Diablo, veröffentlichte am 2. Juni 2015 nach einer 55-monatigen Entwicklung Heroes of the Storm. Das Spiel hieß ehemals Blizzard DotA und Blizzard All-Stars.

## Probleme und Grenzen
Defense of the Ancients gilt allgemein als ein einsteigerunfreundliches Spiel. Neulinge benötigen wegen der hohen Komplexität schon allein für die Grundlagen einen großen Zeitaufwand. Es existieren aber spezielle Karten – sogenannte AI-Maps (artificial intelligence für künstliche Intelligenz) – auf denen man gegen Computer gesteuerte Bots antreten kann, um das Spiel zu erlernen. Ein weiterer oft erhobener Vorwurf ist die Verhaltensweise von Mitspielern in öffentlichen Spielen. Einem Neuling wird selten Hilfestellung gegeben – und er wird im Gegenteil oft sogar wegen seiner schwachen Leistung von seinen eigenen Mitspielern diffamiert, da er als eine Belastung für das Team empfunden wird und häufig die Ursache für eine Niederlage ist.
Auch verlassen in öffentlichen Spielen häufig Mitspieler vorzeitig die Partie. Dies wiegt in DotA besonders schwer, da das entsprechende Team des Aussteigers bis zum Ende der Partie ohne ihn auskommen muss (wobei der Charakter durch die verbleibenden Spieler steuerbar bleibt). Außerdem ist DotA in seiner technischen Weiterentwicklung eingeschränkt.
Andere nutzen Community-Plattformen, um Spieler zusammenzubringen und bei Verstößen gegen Regeln den Benutzer temporär oder permanent aus der eigenen Community auszuschließen. Die Regeln variieren in ihrer Härte. Manche bestrafen nur das Verlassen des Spiels, andere ahnden auch verbale Angriffe oder etablieren kompliziertere Regulierungen des Spielablaufs, wie sie in manchen DotA-Ligen zu finden sind.